# بازیلیکا

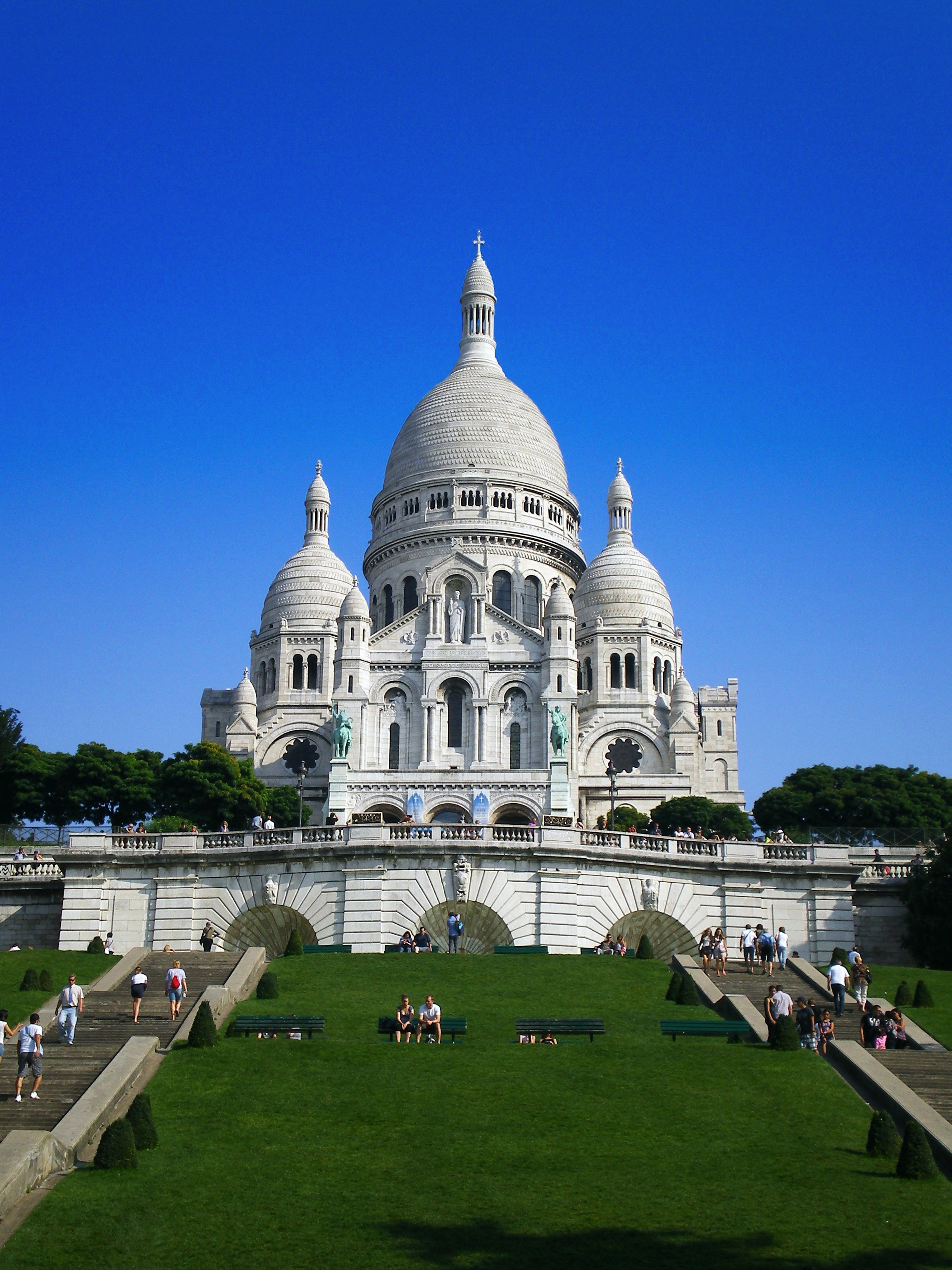
بازیلیکای قلب مقدس، پاریس

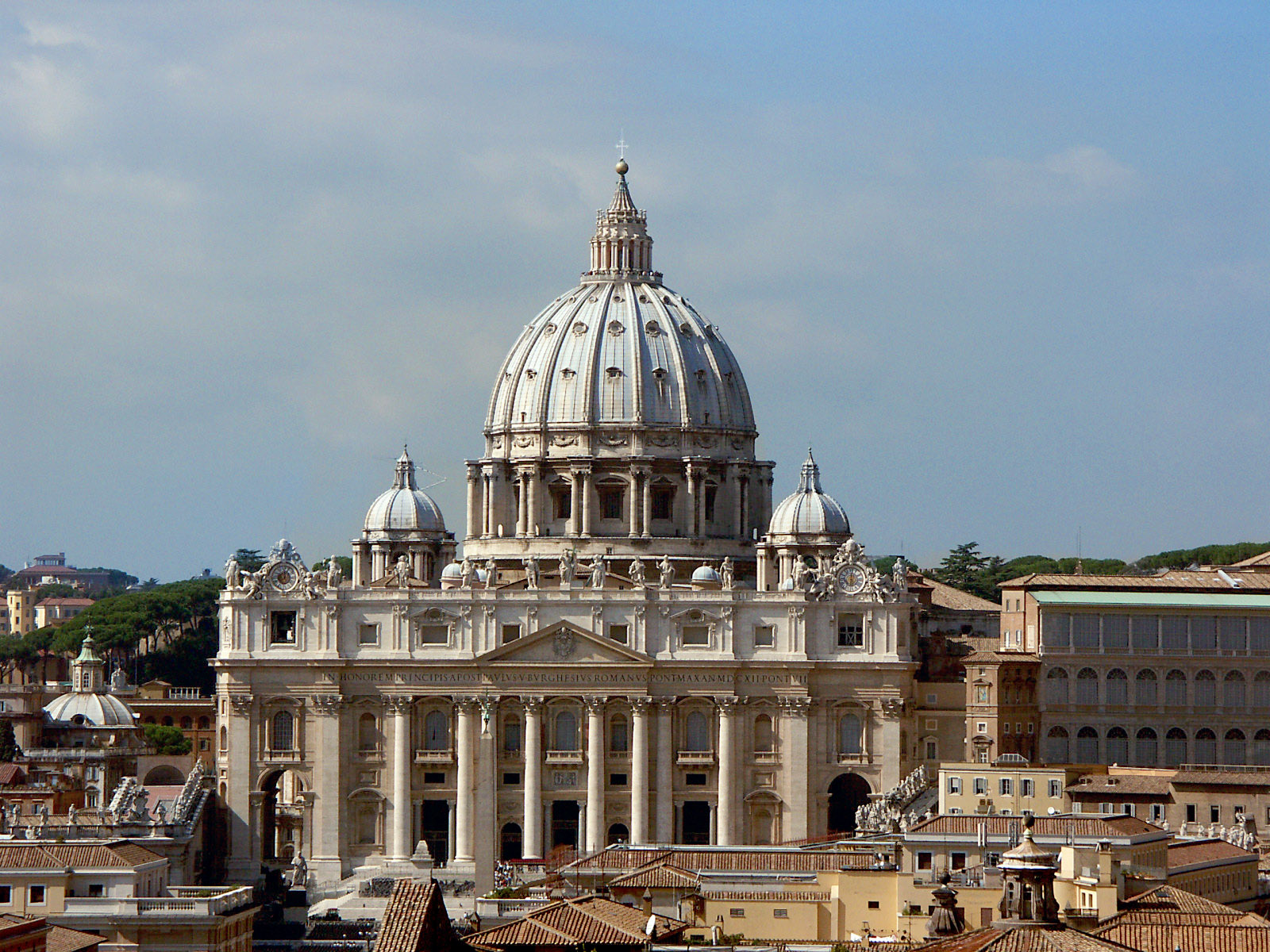
بازیلیکای سَن پیترو, واتیکان

کلمهٔ لاتین بازیلیکا (برگرفته از کلمه یونانی βασιλική στοά) در اصل به کاخ یا بزرگ‌تالار گفته می‌شود. اصل این کلمه در روم باستان نام ساختمانی بوده است که دادگاه ها و برخی دیگر موارد در آن برگزار می شده است. این ساختمان ها معمولا مربع شکل بودند، دارای دری در یک انتها، ستون های متعدد  در طرفین، سکو و محراب در انتهای دیگر که رئیس و دیگر مقامات دادگاه در انجا می نشستند. کاخ های بازیلیکا در واقع در تمامی شهرهای روم باستان و معمولا در کنار ورزشگاه شهر واقع بود. اما بعدها بازیلیکا در کنار قصر بنا می‌شد و به قصر بازیلیکا خوانده می‌شد. با مسیحی شدن امپراتوری روم ساختمان های کلیساهای اصلی معمولا با همین طرح معماری بنا می‌شد که کم کم در تمام اروپا رواج یافت.
اکنون از این کلمه «بازیلیک» برای خطاب کردن برخی کلیساهای بزرگ و مهم استفاده می‌شود که به دستور پاپ اجازه استفاده از این نام را دارند مانندکلیسای بازیلیک سن پیترو.